# Mabel (musikgrupp)
Mabel var ett danskt glamrockband, bildat 1967. Bandet bestod av Mike Tramp (sång), Peter Nielsen, Otto Kulmbak och Christian Have (trumslagare). Det var i samband med Mike Tramps (eg. Michael Trempenau) inträde i bandet 1976 som de större framgångarna kom. Första albumet, Another fine mess, släpptes 1977 och året därpå vann bandet Dansk Melodi Grand Prix med låten Boom Boom. I Eurovision Song Contest, som hölls Paris, slutade de på en 16:e plats (av totalt 20 bidrag) med 13 poäng. Trots den låga placeringen blev Eurovision Song Contest början på en period av hög popularitet för bandet. De flyttade till Spanien respektive USA och uppträdde under namnet Studs. Även musikstilen ändrades i samband med flytten från Danmark, från popmusik till hårdrock. Bandet splittrades 1983 och sångaren Mike Tramp flyttade till New York. Här fick han stora framgångar som sångare i hårdrocksbandet White Lion och i grungebandet Freak of Nature.

## Diskografi
- Another fine mess (1977)
- Message from my heart (1978)
- Mabel 4-ever (1978)
- Skateboard Rider (1978)
- We are the 80’s (1979)
- Største Successer (1979; samlingsalbum)
- Extranos (1981)
- Det sidste Boom (2009; samlingsalbum)